# Trichrous basalis
Trichrous basalis är en skalbaggsart som först beskrevs av White 1853.  Trichrous basalis ingår i släktet Trichrous och familjen långhorningar. Inga underarter finns listade i Catalogue of Life.